# Озаль
О́заль (хорв. Ozalj) — город в Хорватии, в Карловацкой жупании. В муниципалитет с центром в Озале, помимо самого города, входит ещё 97 поселений.

## География

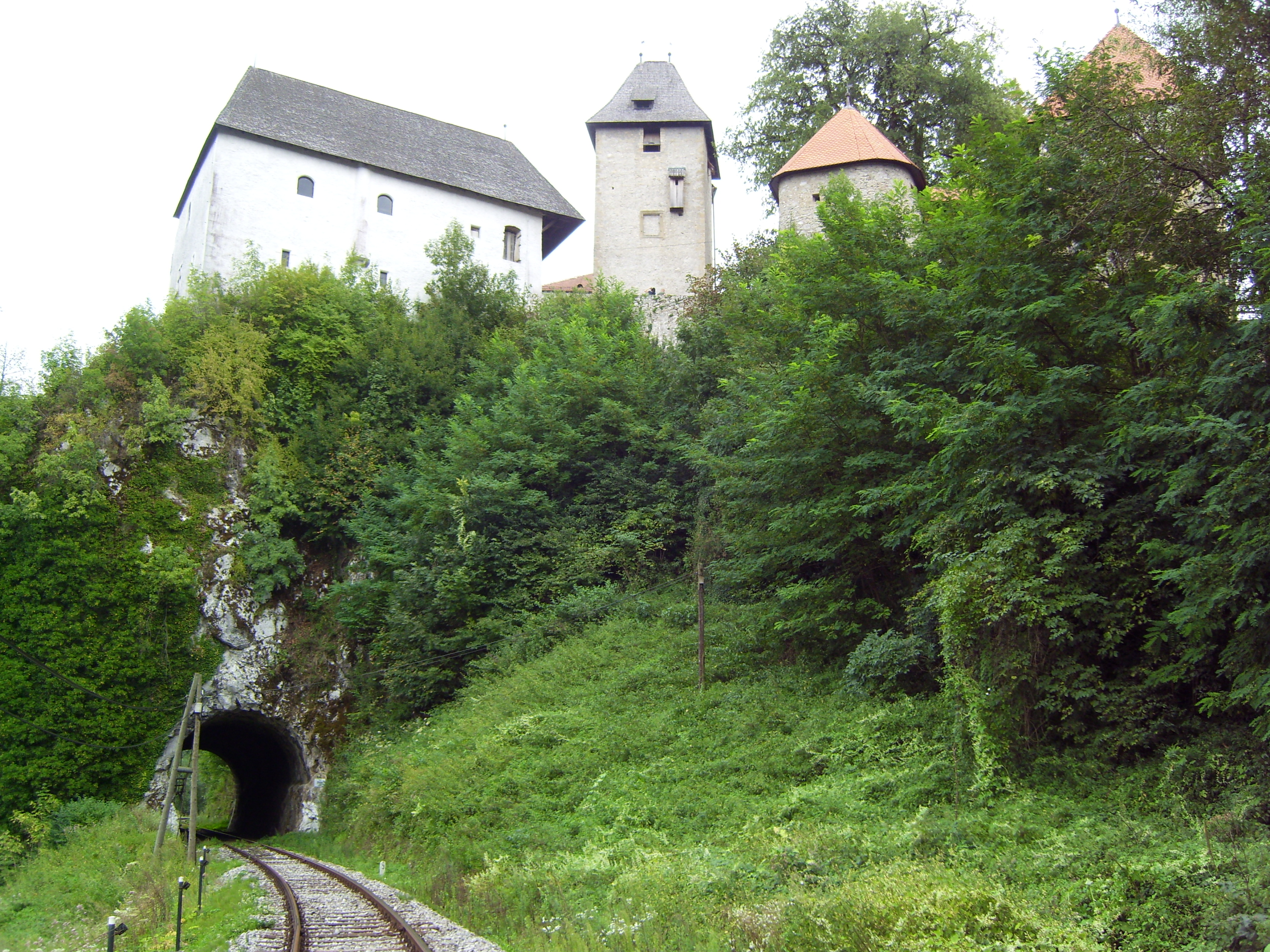
Замок над туннелем.

Историческая часть города построена на скале над рекой Купа, которая в этом месте выходит из ущелья и идёт в долину. Как в прошлом, так и в настоящее время в регионе пересекаются транспортные пути в Жумберак, Покупье и Южную Словению.
Город находится в 15 километрах от границы со Словенией: до Метлики около 15 километров, до Чрномеля — 30 километров, до Ново-Место — около 35 километров. Хорошо развита транспортная система: автомобильные и железные дороги, что обеспечивает хорошие условия пограничного сотрудничества. Существует железнодорожное и автомобильное сообщение с Карловацом.

## Население
По состоянию на 2004 год население общины с центром в Озале составляло 7932 человек.
Национальный состав в старых (до реорганизации) границах муниципалитета Озаль выглядел следующим образом:
| Год      | Всего  | Хорваты          | Сербы        | Югославы     | Остальные    |
| -------- | ------ | ---------------- | ------------ | ------------ | ------------ |
| 1991 год | 14.787 | 13.908 (94,05 %) | 142 (0,96 %) | 167 (1,20 %) | 570 (3,85 %) |
| 1981 год | 14.162 | 13.393 (94,56 %) | 314 (2,21 %) | 181 (1,27 %) | 274 (1,93 %) |
| 1971 год | 17.607 | 16.894 (95,95 %) | 477 (2,70 %) | 33 (0,18 %)  | 203 (1,15 %) |

Население непосредственно Озаля:
- 2011 год — 6817 чел.(хорваты — 6604, сербы — 64)
- 2001 год — 1164 чел.
- 1991 год — 1184 (хорваты — 1089, сербы — 49, югославы — 16, остальные — 30)
- 1981 год — 599 (хорваты — 573, сербы — 10, югославы — 6, остальные — 10)
- 1971 год — 217 (хорваты — 193, сербы — 7, остальные — 17)

## История
Первое упоминание об Озале как о свободном королевском городе относится к 1244 году. С 1398 по 1550 год город принадлежал Франкопанам, а после — до 1671 года — Зринским.
Днём города является 30 апреля — в память о событиях 1671 года, когда в результате провала заговора хорватских дворян были казнены Пётр Зринский и Фран Крсто Франкопан и эти дворянские роды потеряли своё влияние.

## Экономика

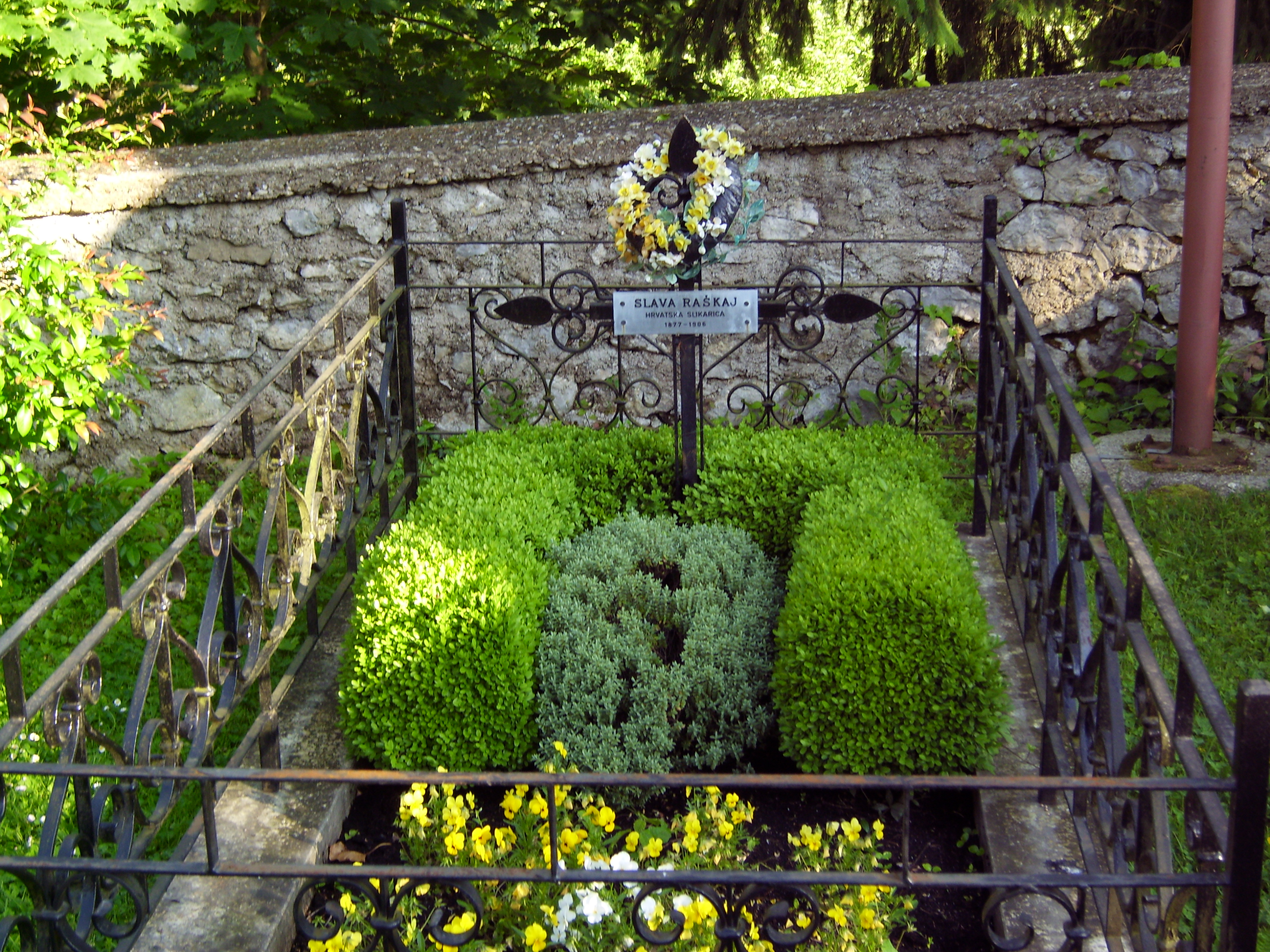
Могила Славы Рашкай

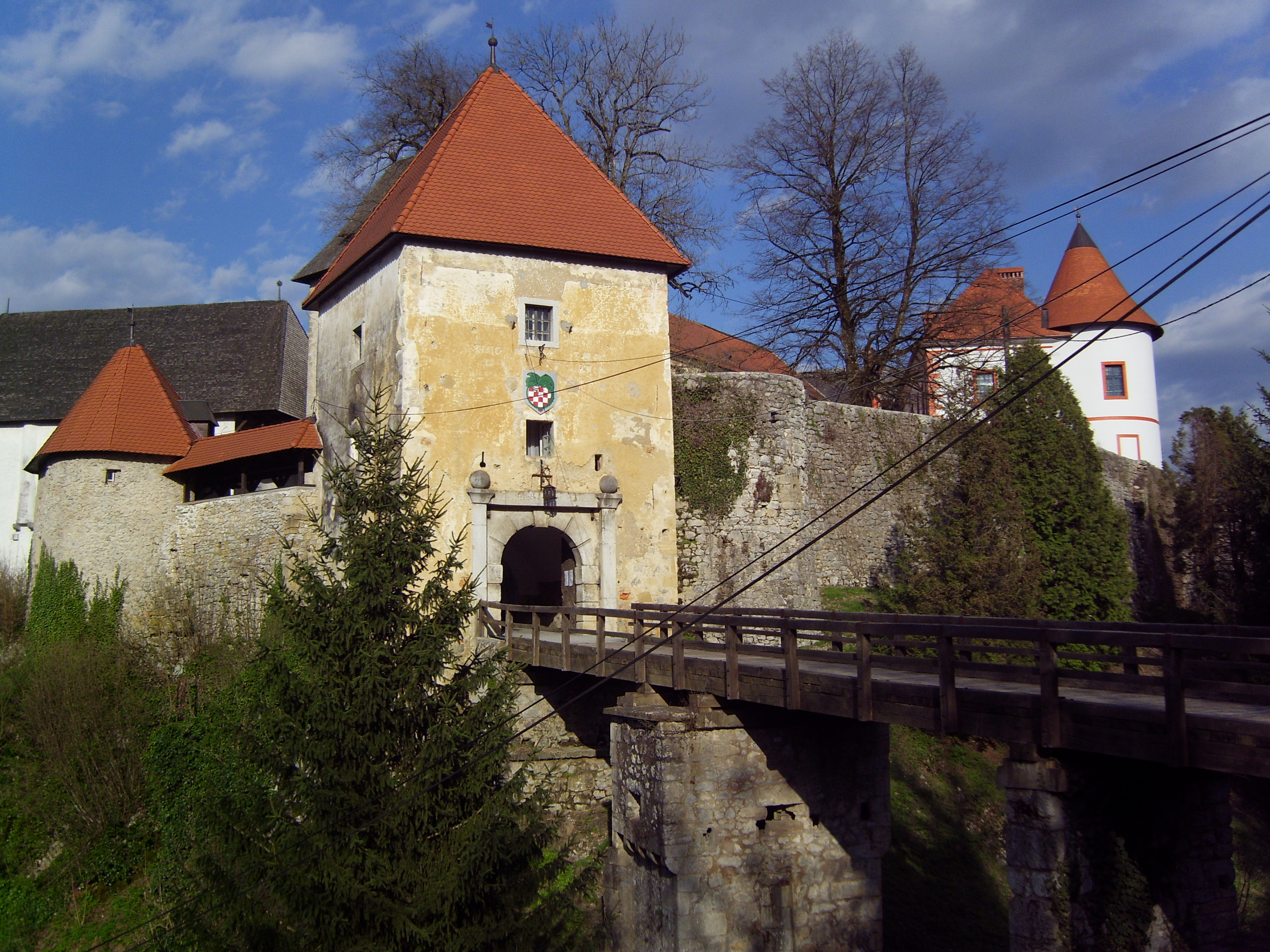
Старый город

Основой экономики Озаля является туризм. Посетителей привлекает богатая история города и тот факт, что город является родиной известной художницы Славы Рашкай.

## Известные жители
- Никола Бадовинац (1828—1902) — государственный деятель.
- Слава Рашкай — художница.
- Иван Хариш-Громовник — партизан, генерал Югославской армии.
- Иво Латин — председатель Сабора и Президиума Социалистической Республики Хорватии.

## Достопримечательности

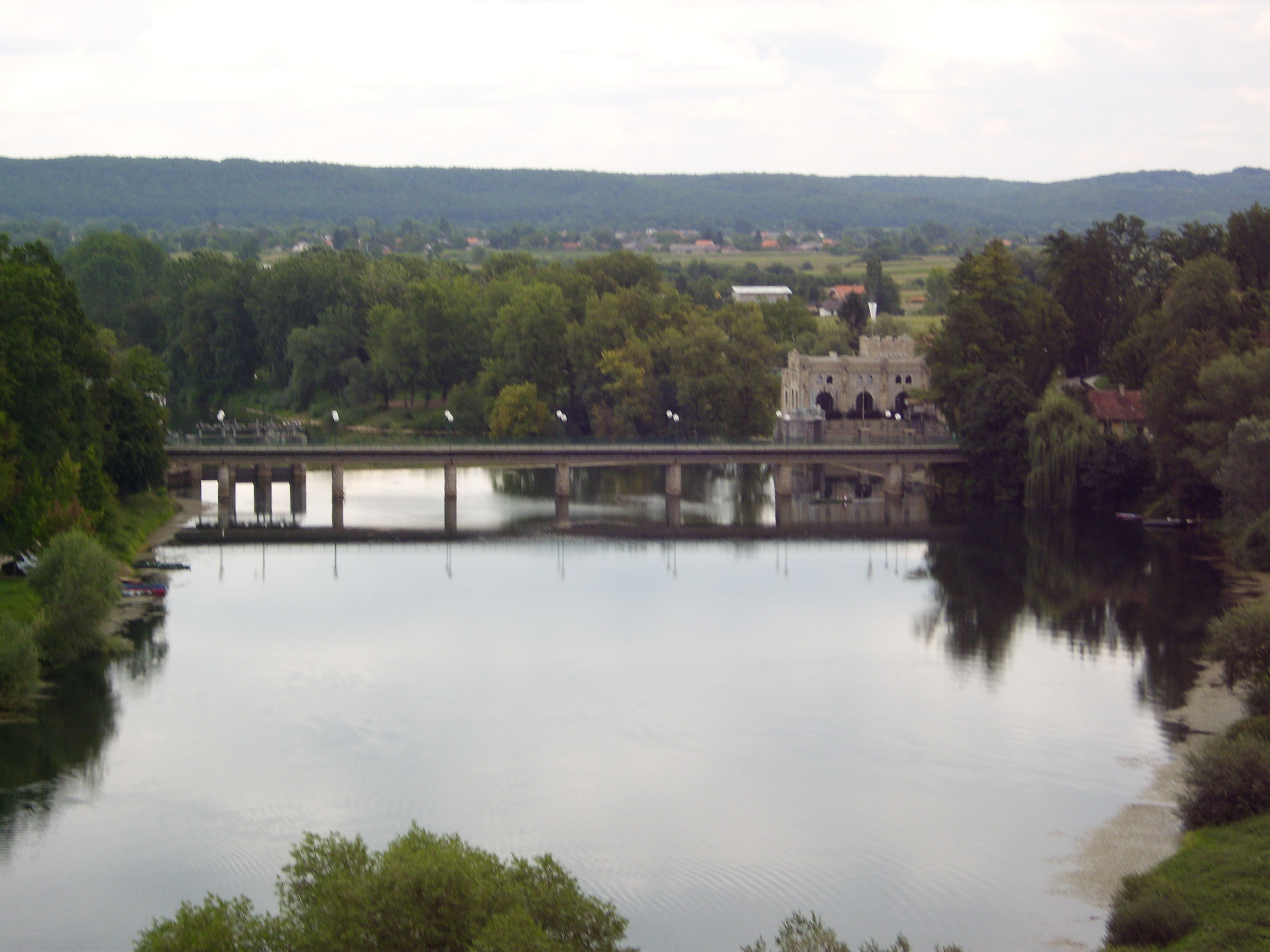
Гидроэлектростанция Муняра на реке Купа в Озале

Средневековая крепость Озаля, расположенная над рекой Купа, была преобразована в замок в XVIII веке.
На Купе в Озале была построена одна из первых ГЭС в Хорватии, которая начала снабжать Карловац электроэнергией в 1908 году.

## Культура
В Озале есть музей, которым открыт и этно-парк, расположенный в нескольких сотнях метров от центра города.

## Спорт
- В Озале базируется футбольный клуб «Zrinski Ozalj», самый известный спортивный клуб Озаля.
- Боулинг-клуб Купа, состоящий в III хорватской боулинг-лиге.